# Quintela de Leirado
Quintela de Leirado ist eine spanische Gemeinde (Concello) mit 594 Einwohnern (Stand: 2024) in der Provinz Ourense der Autonomen Gemeinschaft Galicien.

## Geografie
Quintela de Leirado liegt an der Grenze zu Portugal und ca. 30 Kilometer südwestlich der Provinzhauptstadt Ourense in einer durchschnittlichen Höhe von ca. 380 m.

## Bevölkerungsentwicklung der Gemeinde
Quelle: INE-Archiv – grafische Aufarbeitung für Wikipedia

## Gemeindegliederung
Die Gemeinde Quintela de Leirado ist in fünf Parroquias gegliedert:
| Parroquias          | Patrozinium  | Einwohner 2024 | Fläche km² | Dichte Einw./km² | Höhe msnm | Ortskennzahl |
| ------------------- | ------------ | -------------- | ---------- | ---------------- | --------- | ------------ |
| Leirado             | San Pedro    | 205            | 7,73       | 27               | 544       | 32066020000  |
| Mociños             | Santa María  | 55             | 7,53       | 7                | 592       | 32066030000  |
| Quintela de Leirado | San Paulo    | 145            | 3,04       | 48               | 367       | 32066040000  |
| Redemuíños          | San Salvador | 130            | 6,85       | 19               | 564       | 32066050000  |
| Xacebáns            | Santiago     | 72             | 6,09       | 12               | 653       | 32066010000  |

## Wirtschaft
| Ackerbau, Viehzucht und Fischerei                                                  | 012 | 010,00 |
| Industrie                                                                          | 04  | 03,33  |
| Bauwirtschaft                                                                      | 013 | 010,83 |
| Dienstleistungsbetriebe                                                            | 091 | 075,83 |
| Total                                                                              | 120 | 100,00 |
| * Daten aus dem Statistischen Amt für Wirtschaftliche Entwicklung in Galicien, IGE |     |        |

## Sehenswürdigkeiten

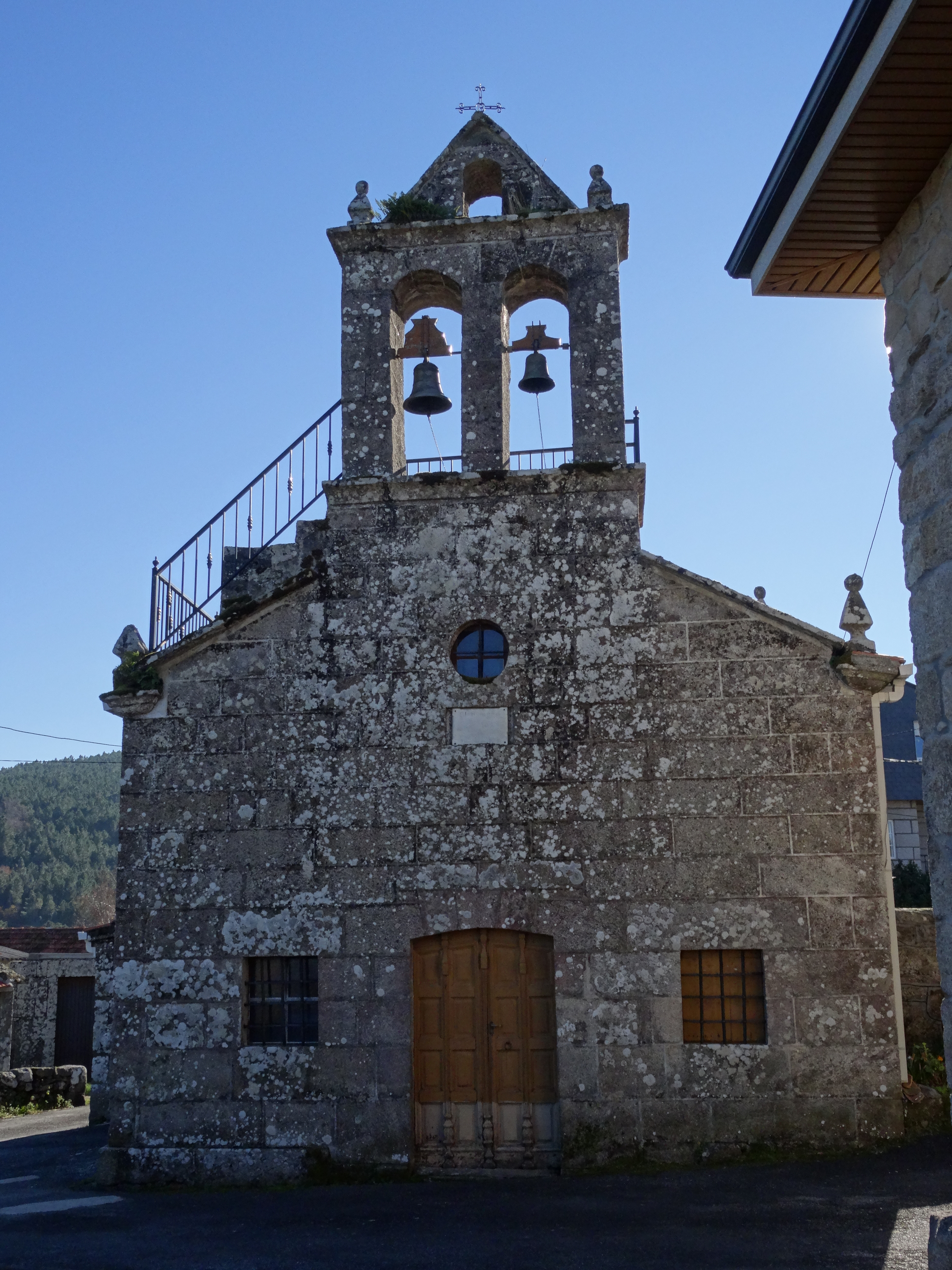
Marienkirche in Mociños
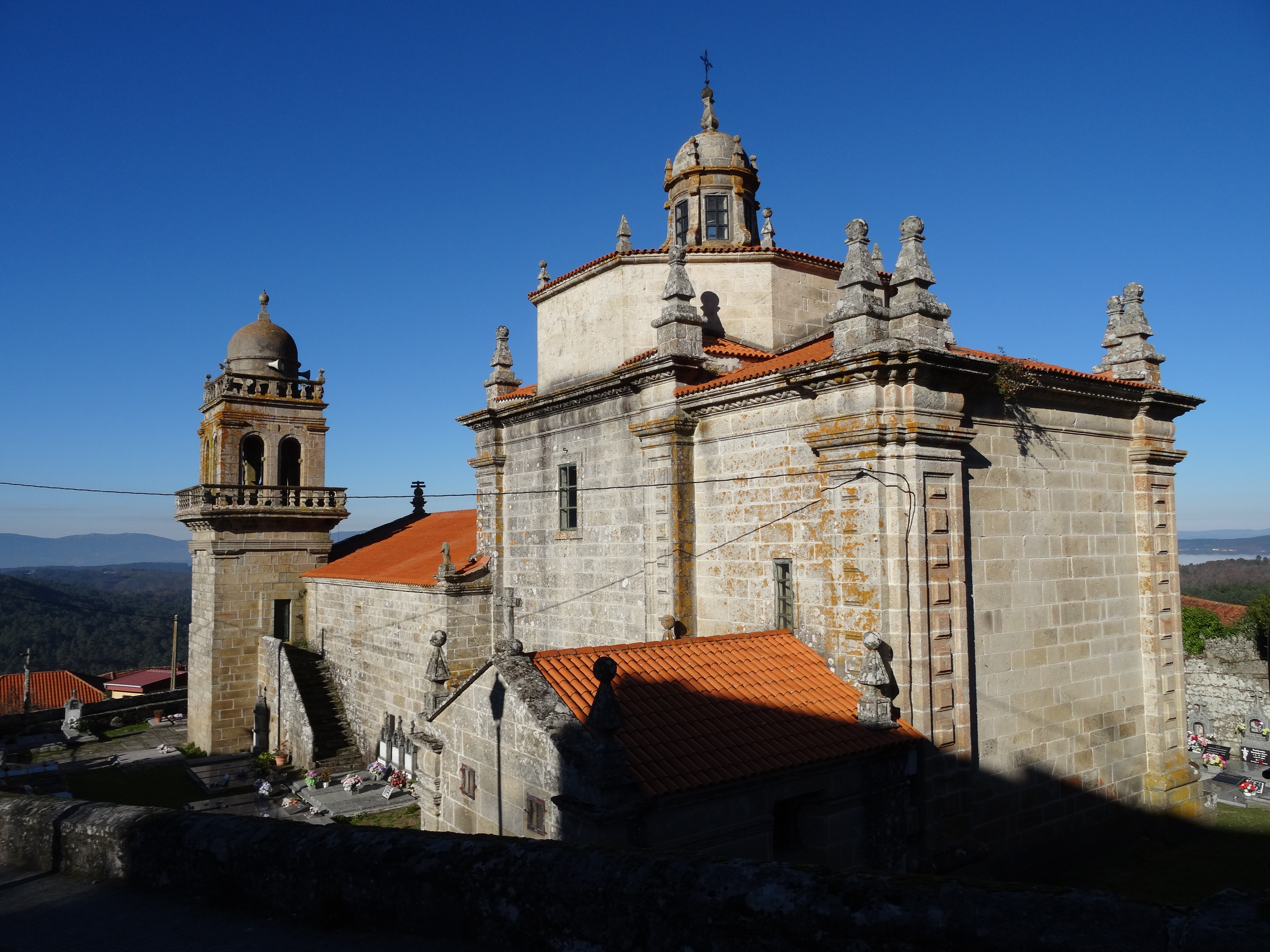
Peterskirche
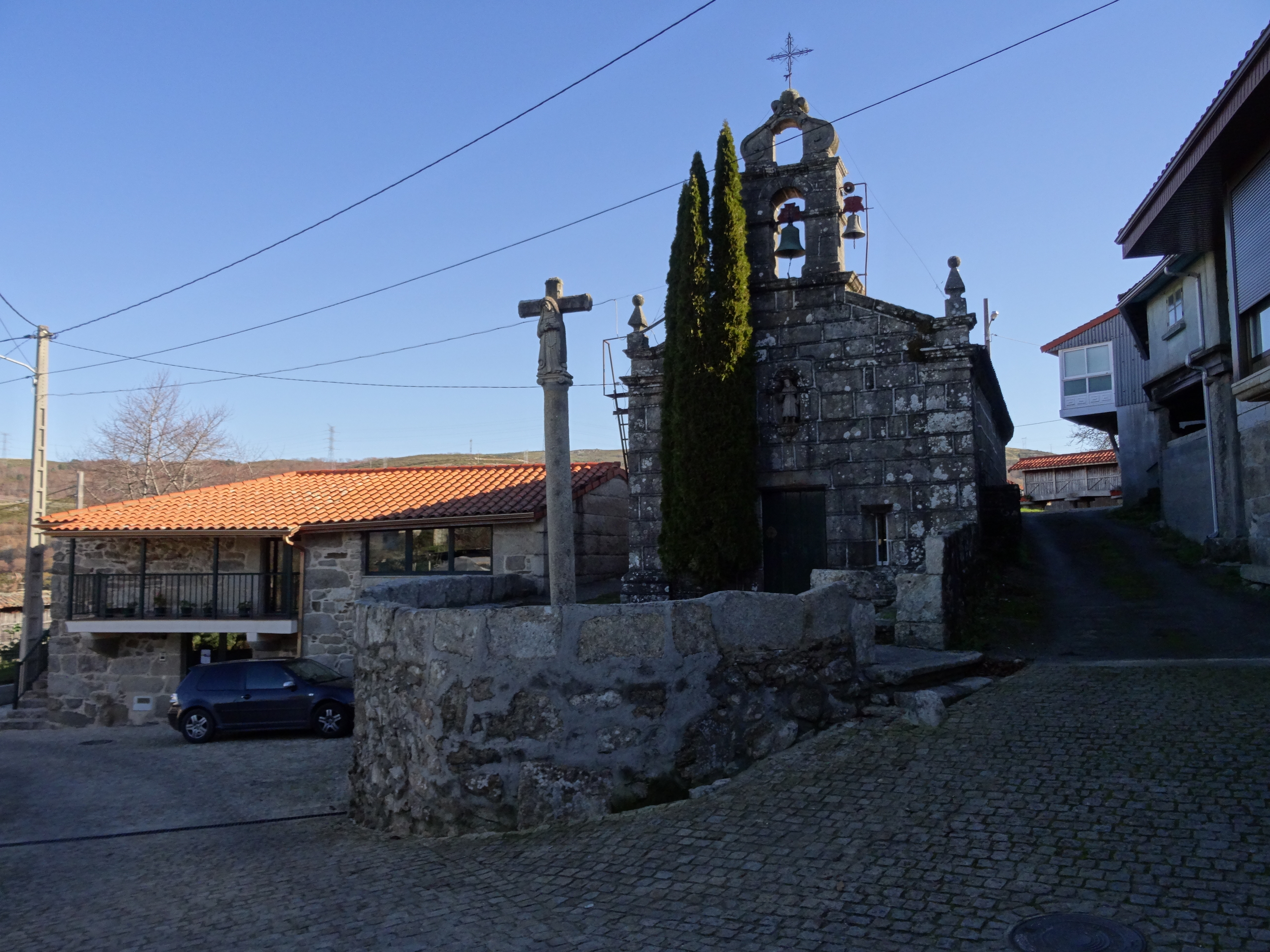
Jakobuskirche

- Peterskirche in Leirado
- Jakobuskirche in Xacebáns

- Marienkirche in Mociños
- Peterskirche
- Jakobuskirche